# Ondřej Bauer
Ondřej Bauer (* 1984 Přílepy) je český divadelní, televizní a filmový herec, zpěvák a scenárista.

## Životopis
V roce 2004 maturoval na brněnské konzervatoři. Poté vystudoval na katedře alternativního a loutkového divadla na pražské DAMU. Během studia se objevil v Divadle DISK v inscenacích Titus Andronicus_Let mouchy, Let mouchy a Marnotratný syn. Po absolutoriu v roce 2008 zamířil do Divadla Minor, kde od té doby působí jako stálý host, účinkoval například v inscenacích Záhada hlavolamu, Robin Hood nebo Sněhurka is not dead.
Od roku 2010 je členem divadla VOSTO5. Objevil se zde například v inscenacích Pérák (Na jméně nezáleží. Rozhodují činy!), Operace: Levý hák, PROTON !!!, Slzy ošlehaných mužů, Dechovka, Souboj Titánků nebo Společenstvo vlastníků. Hostoval také v Národním divadle, v inscenacích Dokonalé štěstí aneb 1789, Experiment myší ráj  a Plukovník Švec. V roce 2021 ztvárnil vedlejší role v televizních seriálech Hvězdy nad hlavou a Pan profesor.
Kromě herectví se věnuje i hudbě, zpívá ve skupině Kašpárek v rohlíku.

## Filmografie

### Film
| Rok  | Název filmu                    | Role                         |
| ---- | ------------------------------ | ---------------------------- |
| 2013 | Rozkoš                         | mladý režisér                |
| 2016 | Menandros & Thaïs              | Eudromos                     |
| 2017 | 8 hlav šílenství               |                              |
| 2017 | Vánoční svatba sněhuláka Karla | anděl Kamil                  |
| 2019 | Teroristka                     | hlukař                       |
| 2019 | Ke startu připravit!           |                              |
| 2021 | Kurz manželské touhy           | Igor                         |
| 2022 | Poslední závod                 | kontrolník na vrcholu Violík |
| 2025 | Kouzlo derby                   | fanoušek                     |

### Televize
| Rok  | Název                                    | Role                  | Poznámky                              |
| ---- | ---------------------------------------- | --------------------- | ------------------------------------- |
| 2007 | Četnické humoresky                       | třetí výrostek        | díl: „Tizian“                         |
| 2013 | Škoda lásky                              | Petr                  | díl: „Družička“                       |
| 2014 | Neviditelní                              |                       |                                       |
| 2016 | Autobazar Monte Karlo                    |                       | internetový seriál, díl: „Stáčedlo“   |
| 2017 | Trapný padesátky                         | policista             | díl: „Manžel“                         |
| 2017 | Policie Modrava                          | kurýr PPK             | díl: „Žena, která odešla před obědem“ |
| 2017 | Taxikář                                  |                       | internetový seriál, díl: „Marie“      |
| 2018 | Bůh s námi – od defenestrace k Bílé hoře | Jáchym Ondřej Šlik    | televizní film                        |
| 2018 | Specialisté                              | pprap. Jiří Macek     | díl: „Na vlastní pěst“                |
| 2018 | Dáma a Král                              |                       | díl: „Vražda a vykoupení“             |
| 2018 | Pouť                                     | zákazník na střelnici | díl: „Perský princ“                   |
| 2019 | Strážmistr Topinka                       | Václav Tobiáš         | vedlejší role                         |
| 2019 | Drbu vrbu                                |                       | také scenárista                       |
| 2020 | Poldové a nemluvně                       | Luboš                 | vedlejší role                         |
| 2020 | Láska v čase korony                      | policista             | díl: „Lidská práva“                   |
| 2021 | Hvězdy nad hlavou                        | Franta Douša          | vedlejší role                         |
| 2021 | Pan profesor                             | Mgr. Pavel Moravec    | vedlejší role                         |
| 2021 | Osada                                    | technik Pánek         | díl: „Epizoda 2“                      |
| 2021 | Třídní schůzka                           |                       | internetový seriál                    |